# Cesa
Cesa är en ort och kommun i provinsen Caserta i regionen Kampanien i Italien. Kommunen hade 9 039 invånare (2017).